# Microcalicha fulvifusa
Microcalicha fulvifusa är en fjärilsart som beskrevs av Max Joseph Bastelberger 1909. Microcalicha fulvifusa ingår i släktet Microcalicha och familjen mätare. Inga underarter finns listade i Catalogue of Life.